# Pistolet-mitrailleur Type 100
Le pistolet-mitrailleur Type 100 (一〇〇式機関短銃) est un pistolet-mitrailleur japonais mis au point par Kijirō Nambu et utilisé par l'armée impériale japonaise pendant la Seconde Guerre mondiale. Le Japon n'ayant jamais été un grand producteur de pistolets-mitrailleurs, ce type d'arme était acheté dès les années 1920 auprès de SIG en Suisse, essentiellement le SIG Bergmann 1920 qui fut intensivement utilisé par l'infanterie de marine japonaise lors de l'invasion de la Chine. Mais en 1940, l'Armée impériale japonaise adopta principalement pour les troupes parachutistes le Type 100 de Kijirō Nambu, qui fut fabriqué en petit nombre jusqu'en 1945. Une variante de fabrication apparut en 1944. 
Une baïonnette, un bipied ou une lunette pouvaient être adaptés à cette arme qui pouvait tirer jusqu'à 450 coups par minute et était utilisée par les gradés Japonais. Comme tous les pistolets mitrailleurs, il était destructeur à courte portée et imprécis à longue portée. Il fut utilisé tout au long du conflit par les troupes de la Marine impériale.

## Contexte
Lors de l'entre-deux-guerres, l'armée impériale japonaise usa d’une tactique de combat consistant à utiliser une section de soldats dépendant d'un fusil-mitrailleur. Cette tactique, déjà utilisée par l'armée française durant la Première Guerre mondiale avec le fusil-mitrailleur Chauchat, avait été développée au cours de la guerre russo-japonaise de 1904 à 1905, avec des mitrailleuses refroidis par air, comme la Hotchkiss modèle 1914, et était encore utilisée par un grand nombre de pays dans le monde.
L'armée japonaise ne s'était jamais intéressée aux pistolets-mitrailleurs développés pendant la Première Guerre mondiale, notamment par l'armée allemande avec le Maschinenpistole 18. Car bien que plus léger qu'un fusil-mitrailleur, sa portée inférieure et sa puissance moindre n'avaient pas focalisé l'attention des japonais.
Cependant, après la guerre d'Hiver, l'armée japonaise achèta plusieurs pistolets-mitrailleurs Bergmann à la société suisse SIG, sous le nom de SIG 1920 et équipa certaines unités dites de « choc » destinées à effectuer des missions ponctuelles, rapides et souvent au cours de corps à corps,. Les pistolets-mitrailleurs ayant en effet prouvé leur grande utilité au cours d'embuscades et lors d’affrontements en forêt lors de la guerre d'Hiver entre la Finlande et l'Armée rouge de l’Union soviétique. L'industrie de l'armement japonaise commença donc à produire des copies du SIG 1920 pour en équiper plusieurs de ses corps de fusiliers marins, lesquelles constituaient le fer de lance de l'expansionnisme du Japon Shōwa. L'armée impériale japonaise prévoyant d'opérer sur plusieurs front et sur divers terrains, dont certains en pleine jungle.

## Création et entrée en service
Déjà à l'origine de la plupart des armes à feu japonaises de la Seconde Guerre mondiale, le général Kijirō Nambu est de nouveau appelé pour concevoir un pistolet-mitrailleur. L'arme est fabriquée à la manufacture d'armes Nambu. Le modèle prototype est testé puis approuvé. Le modèle définitif entre en service dans l'armée en 1940 sous la dénomination « Type 100 ». Son principal défaut réside dans le fait qu'il utilise la cartouche 8 × 22 mm Nambu du pistolet éponyme. En effet, cette cartouche à la forme spécifique nécessite d'équiper le Type 100 d'un chargeur de forme courbe qui ne permet pas d'exploiter toutes les performances de l’arme. En comparaison à la Thompson, la Sten, le M3A1 Grease gun ou encore à l'Owen Mk 1, la Type 100 est souvent décrite comme inférieure.

## Description et aspects techniques
Le pistolet-mitrailleur Type 100 est une arme à feu épaisse. Elle est dotée d'une culasse non calée et tire en culasse ouverte. La Type 100 n'est pas équipée d'un sélecteur de tir et par conséquent, elle ne tire qu'en automatique. En outre, son cran de sûreté, simpliste, est muni d'une plaque à glissière bloquant la queue de détente. Le magasin, d'une capacité de trente cartouches est de forme courbe, s’emboite latéralement du côté gauche de l'arme. La Type 100 est également équipée d'un support de baïonnette, placé sous le manchon du canon. Enfin, dans sa première version en 1940, la Type 100 est munie d'un bipied. Encombrant, il sera finalement abandonné,.
L'un des avantages du Type 100 provient de son démontage extrêmement simple. Arès avoir retiré la goupille transversale placée au niveau de la crosse, il est possible de déloger la culasse et le ressort récupérateur de l'arme en passant le boîtier vers l'avant. Son percuteur, jusqu'alors vissée à la culasse, peut-être remplacé.

## Histoire des différentes versions de la Type 100

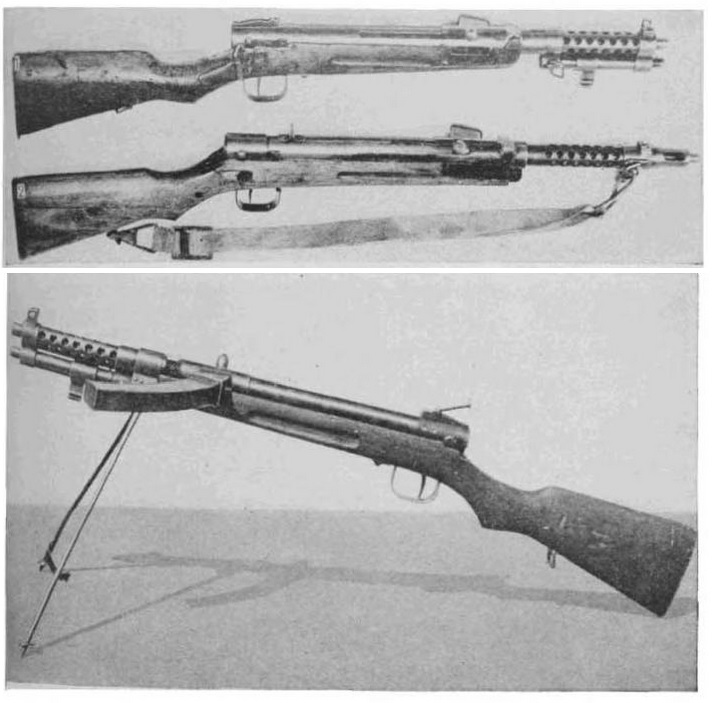
De haut en bas : premier modèle de 1940 (sans bipied), modèle 1944 et modèle 1940 (avec bipied).

Comme on peut le voir sur cette image, la version de 1940 possède un manchon de refroidissement plus gros que la version de 1944.
Elle possède également un bipied qui fut retiré en 1944, cet accessoire étant peu utile sur cette arme conçu pour être utilisée dans des environnements clos ou peu ouverts tel que des bâtiments, des tranchées ou des jungles denses.
Les types 100 datant de 1944 possèdent également un compensateur de recul au bout du canon.